# Viddalba
Viddalba település Olaszországban, Szardínia régióban, Sassari megyében. Lakosainak száma 1597 fő (2023. január 1.). Viddalba Aggius, Bortigiadas, Santa Maria Coghinas, Trinità d’Agultu e Vignola, Badesi és Valledoria községekkel határos.

## Népesség
A település lakossága az elmúlt években az alábbi módon változott:
| Lakosok száma | 1717 | 1687 | 1597 |
|               | 2017 | 2018 | 2023 |